# Szegény gazdagok (regény)
A Szegény gazdagok Jókai Mór 1860-ban írt regénye. Egy Fatia Negra nevezetű álarcos bandita, valamint egy gazdag uzsoráscsalád egymásba ágazó történetét meséli el.
Legelterjedtebb nézetek szerint Jókai egy valóban élt személyről mintázta Fatia Negra alakját: egy utazása során ismerte meg Nopcsa László báró történetét, aki 1833 és 1848 között Hunyad megye főispánja volt. Róla is olyan legendák terjengtek, hogy időnként mint rablóharamia fosztogatja a környék lakosságát. A regény megjelenése után több helybéli látni vélte a párhuzamot Fatia Negra és Nopcsa báró között, sőt, állítólag maga a báró is felfedezte azt.

## Cselekménye
|  | Alább a cselekmény részletei következnek! |

A történet egy része az újgazdag Lapussa család körül forog: a család feje az öreg Demeter, aki már évek óta rossz egészségi állapotban van, ezért fekvőbeteg. Van egy fia, János, egy lánya, az özvegy Lángainé (Matild). Volt egy harmadik fia is, azonban ő meghalt, de marad utána két unoka, a fiatal Henriette és a gyermek Kálmán.
Demeter igen kiállhatatlan személy, de két gyermeke (János és Matild) minden este ott ülnek a szobájában, társaságot biztosítván neki, mert attól félnek, ellenkező esetben az öreg kitagadja őket a végrendeletből. Henriette is ott van, bár őt kevéssé érdekli a vagyon, de nincs más választása, mert az öreg Demeter a gyámja. A legjobban Kálmán lóg ki a sorból, aki csak nagy néha látogat el a beteghez, akkor is tiszteletlen vele, mert őt sem érdekli a pénz.
Egy este Lapussa János szitkozódva jön haza, és elmeséli, hogy Hátszegi Lénárd báró hogyan járatta vele a bolondját, mikor meghívta magához, de nem jött a fogadására, hanem az előszobában várakoztatta, míg János meg nem unta, és ott nem hagyta. Ezért sértve érzi magát, egyenesen azt tervezi, hogy embereket fogad fel a megveretésére. Másnap az öreg Demeter kíváncsian fogadja a hazatérő Jánost, hogy „pofon vágta-e” Hátszegit, mire az csak kerülő válaszokat ad, míg végül kiböki, hogy együtt mulatozott a báróval, aki valójában egy szeretetreméltó gavallér. Továbbá közli, hogy meghívta vendégségbe a Lapussa házhoz.
Aznap Kálmán is betér a szobába, bár csak Henriettet keresi: a latinleckéit mutatná meg neki átolvasásra. Az öreg Demeter jól összeveszik vele, végül elveszi tőle a leckéket, hogy majd ő megmutatja egy hozzáértőnek.
Másnap megérkezik vendégségbe Hátszegi, távozása után János célozgat Demeter úrnak arra, hogy nem lenne rossz dolog, ha a báró az épp eladósorban lévő Henriette-hez jött volna háztűznézőbe. Demeter valóban nem talál kifogást a gondolatban, de Lángainé hevesen tiltakozik, szerinte Henriette még túl fiatal. Két hét múlva viszont már az egész család el van ragadtatva a báró személyétől, így már nyílt titok, hogy esküvő lesz. Henriette azonban hirtelen ágynak esik. Az orvos megállapítja, hogy rézoldat mérgezésben szenved, és azt feltételezi, hogy a rosszul tisztított rézedények okozhatták a bajt. Ugyanakkor megjegyzi, hogy Sipos fiskális úr segédje, Vámhidy Szilárd is pont akkor, pont ugyanezekkel a tünetekkel betegedett meg. Henriette nagyon el van keseredve, és mikor kettesben marad Demeter úr mindenesével, Margarival, odaad neki egy köteg levelet, hogy égesse el azokat. Margari azonban kíváncsiságból beleolvas a levelekbe, és rájön, hogy azok tartalma nagyon is érdekelheti Demeter urat. El is megy hozzá, és átadja neki a leveleket – cserébe szerződésben megegyeznek, hogy az esküvő után Margari élete végéig Hátszegi személyi titkárja lesz. Miután ebben megegyeznek, Margari az összes levelet elolvassa az öregnek.
Másnap vendégségbe érkezik Sipos úr, akinek meghagyták, hogy gyűjtse össze a tudnivalókat Hátszegi báróról. Sipos kimerítő anyagot gyűjt össze, és így összegzi a kutatását: a báró testileg egészséges ember, gazdag; durva, erőszakos és hirtelen haragú; „csodálatos hajlama van a betyáros kalandkereséshez”; és „a hozzá legközelebb állók suttogásai szerint van valami titokszerű egész életében, vannak számbavehetetlen napok és hetek, amik mintegy hézagot képeznek nála az évben”.
Miután Sípos közli a megállapításait, Demeter úr átadja neki a Henriette-től zsákmányolt leveleket. Az ügyvéd teljesen összetörik az elolvasásuk után, Demeter úr pedig megállapítja, hogy ezen bizonyítékok szükségessé teszik Henriette mihamarabbi kiházasítását – amivel Sipos mélyen egyetért. Miután a fiskális hazatér, előveszi a segédjét, Szilárdot, és közli vele, mit olvasott a levelekben: Szilárd és Henriette szerelmesek voltak egymásba, Kálmán közvetítette a leveleiket, amelyeket latin nyelven írtak. Mikor hírét vették a házassági tervnek, úgy döntöttek, hogy eldobják az életet, és mindketten mérget vettek be. Szilárd nem tagadja ezt le, és megingathatatlan elhatározása, hogy kitart Henriette mellett. Később Henriettet is szembesítik a levelekkel, Demeter úr pedig megzsarolja: írja alá a házassági szerződést, vagy Kálmán fegyintézetbe kerül, Szilárd pedig börtönbe, amiért öngyilkosságra akart rávenni egy fiatal leányt. Henriette beleegyezik, a jelen lévő Sipos úr pedig megkéri őt, hogy írja le a kettejük jelszavát, amely Szilárd számára azt jelenti, hogy már nem szereti őt. Mikor szilárd elolvassa ezt, megtörik, és letesz a reménytelen szerelemről. Sipos úr ráveszi, hogy hagyja el Pestet, és figyelmébe ajánlja Arad megyét, ahol tisztújítás közeleg.
A menyegző megtörténik, és Hátszegi lovas kocsin viszi Henriettet erdélyi birtokához. Útközben az öreg Satrakovics Gerzsonnál, a báró vadász cimborájánál szállnak meg. Henriette itt hall először a környék híres rabló vezéréről, a Fatia Negráról.
Az erdélyi Lúcsia-barlangban gyűlnek össze egy kiterjedt hamispénzverő banda tagjai, akiknek Fatia Negra a vezére. A bányászok a kitermelt aranyat a törvény szerint kötelesek beszolgáltatni az államnak, amely ezért cserébe némi juttatást biztosít – ezzel szemben ők saját gépekkel saját pénzt vertek és csak az arany egy részét szolgáltatták be. Megérkezik a barlanghoz Fatia Negra szeretője, Anica és annak apja Onuc is. Miközben Onuc leadja a nyers aranyat és felveszi a pénzérméket, a lánya kettesben marad a rég nem látott szerelmével. A féltékeny Anica – bár nagyon szereti Fatia Negrát – közli vele: ha egyszer megcsalja, ő végez vele.
Idő teltével Henriette megszokja a környezetét, de nem tud közel kerülni Hátszegihez. Az azonban szinte bármire hajlandó, hogy meglágyítsa felesége szívét: amikor Henriette megkéri, hogy adományozzon pénzt az iskola újjáépítésére, habozás nélkül megteszi. Később találkozik Juon Táréval, a híresen erős hegyi pásztorral, aki a hegyekben él híresen szép feleségével, Mariórával. Él velük egy háziasított medve is, amivel – mint Henriette megtudta – a báró gyakran birkózott játékból. Egy nap borítékot kap ismeretlen feladóval, amelyben egy szép fekete ékszert talál. Rögtön arra gondol, hogy ezt csak Szilárd küldhette neki. Mikor Hátszegivel elmennek egy fogadásra, úgy dönt, hogy felveszi magára a nyakéket. A fogadáson azonban botrány tör ki, mert egy öreg hölgy felismeri az ékszert, és közli vele, hogy azt az ő nyakából tulajdon kezével tépte le a Fatia Negra. Hátszegi meglepő módon védelmére kel, és azt hazudja, hogy ő vette Henriettnek az ékszert, majd mikor kettesben maradnak, udvariasan közli vele, hogy nem akarja megtudni, honnan van. Henriettet meglepi Hátszegi viselkedése, és azt gondolja, tudná szeretni őt – ellenben Szilárd személye megkérdőjeleződik előtte.
Az eset után Hátszegi hosszabb vadászatra megy  egy társasággal, Henriette pedig élénken érdeklődni kezd a Fatia Negra legendája után. A pópától – aki a román nyelvet tanította neki – megtudja, hogy a haramiavezér tanyája a környéken lehet. Megtudja azt is, hogy a minap egy vajákos asszonynál járt a bandita, és egy állatok ellen használatos erős mérget vett tőle. Henriette úgy gondolja, hogy Juon Táre és Marióra medvéje ellen akarja használni, hogy szabadon el tudja csábítani az asszonyt miközben a pásztor a messzi hegyekben van, ezért értesíti a bandita szeretőjét, Anicát. Két nap múlva Hátszegi és vadásztársasága visszatér a kastélyba. A bárót csúnya vadászbaleset érte: éjszaka egymaga eredt egy medve után, az pedig csúnyán elbánt vele, összezúzta a testét úgy, hogy hordágyon kellett hazahozni. Este Anica visszatér Henriette-hez, és elmeséli neki, mi történt: Mikor megtudta Fatia Negra árulását, Mariórához sietett, de ott már csak a kinyúlt medvét találta, amely később el is pusztult. Közölte Mariórával, hogy a haramia ide tart, és felkészültek a védekezésre: Marióra megfújta a hatalmas kürtöt, melynek hangját a hegyekben is hallani lehet – Juon így megtudja, hogy a kedvese bajban van és elindul hazafelé –, továbbá elreteszelték az ajtót. Megérkezett a bandita is, és próbálta magát behízelegni a zárt ajtó mögé. Az asszonyok rávették, hogy akassza fel a fegyvereit egy messzi fa ágaira, ezt meg is tette, de mégsem engedték be. Erre a Fatia Negra megdühödött, és nekifeszült az ajtónak, kis híján betörte. Ebben a pillanatban megérkezett Juon Táre, és küzdelembe kezdett vele. Egyik sem tudott a másik fölé kerekedni, végül mindketten lezuhantak a magas patakmederről, Juon pedig fekve maradt. Anica leakasztotta a fáról Fatia Negra fegyverét, de nem tudta lelőni a szerelmét – az észre sem vette őt, csak nagy nehezen tudott eloldalogni.
Az öreg Demeter a halálán van, megíratja a végrendeletét, melyből mind Kálmánt, mind Henriettet kitagadja. Lángainé nem tud megbékélni ezzel, ezért ígéretet tesz, hogy megsemmisítteti az iratot, Demeter elmebetegségére hivatkozva. Az öregúr még aznap meghal.
Időközben Szilárd kelendő partinak számít Hídvár környékén, de ő nem tudja elfelejteni a szerelmét. Pesten járva megtudja a legújabb híreket, mely szerint Lángainé megtámadta az öreg Lapussa végrendeletét, Demeter úr beszámíthatatlanságára hivatkozva. Megtudja továbbá azt is, hogy Henriette öccse, Kálmán megszökött otthonról, de még előtte egy negyvenezer forintos váltót hamisított nővére nevére.
Juon Táre és felesége az eset után eltűntek a vidékről, senki nem tud róluk semmit. A mit sem sejtő Fatia Negra felkeresi Anicát és a pénzverő bandát. Ígéretet tesz rá, hogy elveszi a szerelmét, és közli, hogy lassan véget kell vetni a pénzverésnek, mert árulástól tart. Nemsokára be is tartja az ígéretét: a Lúcsia-barlangban hatalmas mulatságot rendeznek, melynek keretében a haramiavezér felfordított kereszt előtt látványosan esküt tesz Anicának. A lány a végére azonban nem tudja elviselni a komédiázást, és a szemére veti a banditának, hogy tud Marióráról, valamint közli vele, hogy elárulta őt. A mulatozók közt valóban megjelentek észrevétlenül a pandúrok, köztük Juon Táre is. Fatia Negra hamar észbe kap, és a hatalmas hordókban álló szeszt a földre dobott fáklyára borítja, a zűrzavarban pedig kereket old. A nagy tűzben Juon megvakul, és Anica arca is összeég.
Később Hátszegi betér Makkabesku tanyájára, és elpanaszolja, hogy útközben eltört szekerének tengelye. Pénzzel teli ládikót ad Makkabeskunak megőrzésre, de az nem szívesen vállalja a dolgot, fél a Fatia Negrától. Erre Hátszegi odaadja neki a saját kétcsövű vadászpuskáját – mondván: maga töltötte meg, egyik csövét söréttel, a másikat golyóval – majd gyalog továbbered a dolgára. Kis idő elteltével valóban megjelenik Fatia Negra. Az ijedt Makkabesku mindkét töltetet rálövi, de a haramiának ez meg sem árt. Mire Hátszegi visszaérkezik, Makkabeskut a földön találja eszméletlenül, a pénzzel teli ládikája pedig eltűnt. Az eset nagyon elkedvetleníti, hazatérve szokatlan hevességgel támad rá Henriette-re, és a szemére veti, hogy tud a Szilárddal való egykori szerelméről, valamint méltatlankodik, amiért az öreg Demeter kizárta őt a végrendeletéből. Ettől fogva még jobban megromlik a kettejük viszonya. Hátszegi egyre többet tölt barátainál, Kengyelessy gróféknál, ott gyakran összefut Szilárddal is. Kengyelessyné feltűnően keresi Szilárd társaságát, és ez ingerli Hátszegit. Mikor kettesben marad a grófnéval, kitudakolja, hogy pénzügyi természetű kapcsolat van köztük, és felajánlja neki a kívánt kölcsönt, ha cserébe Vámhidyt nem látják ezentúl szívesen vendégként. A grófné elfogadja az ajánlatot. Hátszegi viszont három nap múlva rájön, hogy rászedték, a megírt váltót a grófné elküldte Henriette-nek azzal az üzenettel, hogy sikerült meggyőznie Hátszegit, adjon pénzt Kálmán bűneinek tisztázására.
Henriette férje aggályai ellenére azonnal Pestre indul, a váltót pedig a vállfűzője köré hajtogatja, nehogy bárki rátaláljon. Mivel Hátszeginek egyéb elfoglaltságai vannak, Satrakovics Gerzsont kérik fel, hogy kísérje el. Az úton azonban mind a négy ló lesántul, ezért éjszakára be kell térniük egy csárdába. Gerzson megissza az útravalóra hozott kulacs bort, és nem sokkal később úgy elalszik, hogy Henriette sehogy sem tudja felébreszteni. Ekkor megjelenik Fatia Negra két emberével, és követeli Henriettetől, hogy adja át a váltót. Mikor az letagadja, a rablóvezér azt is közli, hogy tudja, hogy a vállfűzője alá rejtette. Henriette erre nagyon dühös lesz, odalép Fatia Negrához és lerántja az álarcát, majd elájul a látványtól: felismeri férjét. Mikor Gerzson úr nagy sokára felébred, senkit sem talál a csárdában.
Közben Vámhidy, mint szolgabíró járja a térséget, és az egyik faluban találkozik Kálmánnal, aki beállt színésznek. Mikor Szilárd rákérdez a hamisított váltóra, Kálmán ártatlannak vallja magát, és közli, ő csak egy negyven forintos váltót írt alá. Szilárd azonnal jegyzőkönyvet vesz fel Kálmán vallomásából, aki azonban az éjszaka folyamán eltűnik. Szilárd eljuttatja a vallomást Pestre, melynek alapján elfogatják Margarit. Ő azzal védekezik, hogy Lapussa János utasítására hamisította a váltót.
Gerzson visszatér Aradra, és jelenteni akarja Hátszeginek az esetet, de senkit nem talál otthon, csak rajta nevető urakkal találkozik. Mikor érdeklődik a nevetség tárgyáról, közlik vele, hogy ő erőszakkal kényszerítette Henriettet, hogy megszálljanak a csárdában, ahol eszméletlenségig lerészegedett, és olyan őrjöngésbe kezdett, hogy a bárónénak menekülnie kellett.  Gerzson úr ezután felhagy régi életével, és legfőbb céljának a Fatia Negra elfogását tűzi ki. Több politikai fórumon is szót emel ez ügyben, de egészen addig nem veszik komolyan, míg a Fatia Negra meg nem támadja azt az egységet, amely a Lúcsia-barlangban lefoglalt aranyat szállítja Bécsbe. Az eset után valóban megszerveznek egy egységet a vidék rablóinak elfogására, vezetőjének pedig Vámhidy Szilárdot teszik meg.
Egy alkalommal Hátszegi és vadászcsapata összefut Vámhidyékkal. A báró felajánlja Szilárdnak, hogy szálljon meg a kastélyában, az visszautasítja az ajánlatot. Hazatérve Hátszegi mégis azt mondja Henriette-nek, hogy készüljön fel a vendéglátásra, mert meghívta Vámhidy Szilárdot vendégségbe, ő maga nem lesz itthon, mert elutazik. Henriette kétségbe esik, és az éjszaka megszökik a kastélyból, egy kis erdei kunyhóban húzza meg magát.
Szilárd közben egy malom udvarán táborozik le estére. Felkeresi őt a megvakult Juon Táre, és figyelmezteti: kihallgatta Fatia Negra és emberei beszélgetését, akiknek az a tervük, hogy rajtaütnek a pandúrokon. Szilárd nem akar hinni neki, de később felfedezi, hogy a csapat összes tagja mélyen alszik, altatót kevertek az italukba. Megjelenik a Fatia Negra is, és párbajt vívnak. Szilárdnak sikerül megvágnia a haramia csuklóját, aki erre bátorságát vesztve menekülni kezd. Szilárd üldözőbe veszi, eljutnak egészen addig az erdei lakig, ahol Henriette is meghúzódott. Fatia Negra talál egy pisztolyt, és Szilárdra szegezi. Pénzt ajánl neki, csak engedje el, de az nem fogadja el – Fatia Negra erre a saját szájába veszi a pisztoly csövét, és meghúzza a ravaszt. Henriette, aki mindennek szemtanúja volt, ájultan esik össze.
Az eset után híre ment, hogy Hátszegi Lénárd lovasbalesetet szenvedett: leesett a nyeregből, de a kengyelbe akadt a lába, a megriadt ló pedig szétrúgta a patáival az arcát. Henriette kiegyenlítette Kálmán tartozását, de hiába kerestette az öccsét, sosem találta meg. János és Lángainé hosszú évekig pereskedtek, végül meg kellett osztozniuk az örökségen. János úr szó szerint belerokkant ebbe.
Henriette és Szilárd sosem lettek egymáséi.
|  | Itt a vége a cselekmény részletezésének! |

## Műfaja

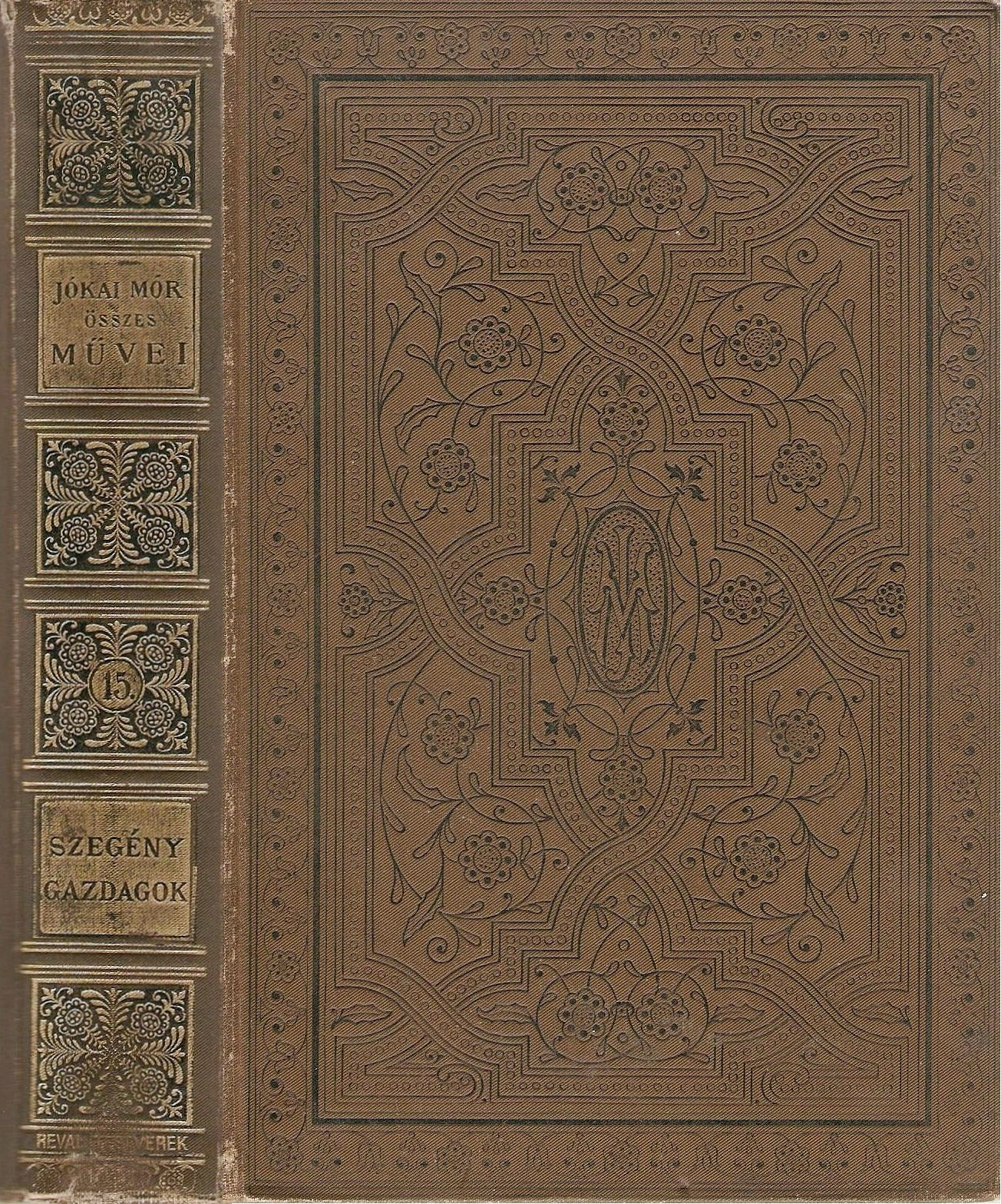
A Jókai Mór összes művei c. sorozat köteteként megjelent Szegény gazdagok Gottermayer-féle kötése

A mű Jókai alapvető stílusának megfelelően romantikus regény. A fiatal Vámhidy Szilárd testesíti meg benne a forradalmi gondolkodású, tettre kész fiatalembert, vele kapcsolatban már felmerül Jókai nemzeti romantikája, mikor Szilárd az állam alkalmazásába kerül – ezzel pont ellentétes Hátszegi Lénárd jelleme, aki élvhajhász, költekező, a közügyekkel szemben szenvtelen, ráadásul rendkívül pénzéhes. A cselekmény fele az erdélyi havasokon játszódik, ez illik a romantika tipikus vadregényes hátterére.
A regény egyik elemzője, Szilasi László felveti azt a gondolatot, hogy a Szegény gazdagok nem is annyira regény, mint inkább románc. A terminust Northrop Frye könyvéből (A kritika anatómiája) veszi át: a románc olyan műfaj, mely a regény és a mítosz határán helyezhető el. Ebben a műfajban a főszereplők általában mitikus figurák, a mellékszereplők és a környezet megformálására inkább a realisztikus ábrázolásmód a jellemző.

## Szereplők
A cím több szereplő sorsán keresztül nyer értelmet, akiket mind pénzéhségük, vagy mások pénzéhsége tesz tönkre:
- Lapussa Demeter: Halálos beteg, pénzsóvár gyermekei pedig minden percüket betegágya mellett töltik, nehogy kihúzza a nevüket a végrendeletből. Demeter úr ezt a végletekig kihasználva zsarnokoskodik felettük.
- Lapussa János: Apja halála után gyermeke kegyetlen pereskedésbe kezd annak teljes vagyonáért. Bár az örökség felét megkapja, ő maga belenyomorodik a civódásba. Mégis mindörökké arról panaszkodik, hogy ellopták a vagyona felét.
- Lapussa Henriette: Az őt ért megrázkódtatások miatt már 26 évesen megőszül, a keze remegős lesz, és idegkimerültség kínozza. Sosem találja meg a szerelmet.
- Hátszegi Lénárd: Rablóvezérként rengeteg pénzt harácsol össze, de nem áldoz jótékonysági célokra, az idejét mulatozással és utazgatással tölti. A regényben a mihaszna, maradi nagybirtokos szerepét tölti be. Mikor a vagyona egy részét lefoglalják, az élete kockáztatásával próbálja visszaszerezni – végső soron ez is okozza a vesztét.

Az egyetlen kivétel Lapussa Kálmán: ő fellázad az arisztokrata életmóddal szemben, és a szegény, de szabad életet választja. Ingyenélő aranyifjúból az élelmes, szegény művész mintaképe lesz.

## Filmek
Jókai regényéből háromszor forgattak filmet. Az első filmváltozat 1914-15-ben még a Deutsche Bioscop Gesellschaft produkciójában készült, a második 1938-ban fekete-fehérben, Csepreghy Jenő rendezésében. Hátszegi bárót Uray Tivadar, Lapussa Henriettet Szeleczky Zita, Vámhidy Szilárdot Szilassy László, Anicát Lukács Margit játszotta.
1959-ben Bán Frigyes rendezett a műből színes filmet. A cselekménye kisebb részletekben eltér a regénytől: Vámhidy Szilárd talpraesettebb, kitartóbban üldözi Fatia Negrát, Hátszegi ugyanakkor vakmerőbb és gavallérabb benne. Fontos eltérés, hogy a filmben lelepleződik, hogy Fatia Negra azonos Hátszegi báróval, a regényben ez a végén sem derül ki konkrétan. A tanyacsárdában, ahol Henriette letépi Fatia Negra álarcát, a regényben szinte azonnal elájul, a filmben azonban látható Hátszegi arca, valamint a filmben Fatia Negra úgy lesz öngyilkos, hogy előtte saját maga letépi az álarcát.
A főbb szerepekben:
- Lapussa Henriette: Krencsey Mariann (a stáblistán „e” betű nélkül szerepel)
- Vámhidy Szilárd: Láng József
- Hátszegi Lénárd: Benkő Gyula
- Anica: Bara Margit

## Musical
A regényből Kocsák Tibor és Miklós Tibor írt nagy sikerű musicalt. A musical premierje a margitszigeti szabadtéri színpadon volt, ezután a József Attila Színház tűzte műsorára, ahol 2011 júniusáig volt látható.
A musical főbb szereplői:
- Henriette: Krassy Renáta
- Hátszegi Lénárd: Zöld Csaba
- Vámhidy Szilárd: Blazsovszky Ákos, Zentai Márk
- Anica: Valentin Titánia
- Pópa: Vikidál Gyula
- Kengyelesy grófné: Ullmann Mónika, Kocsis Judit
- Kálmán: Puskás Péter, Veréb Tamás
- Lapussa János: Nagy Lóránt
- Gerzson bácsi: Józsa Imre